# Construção em linha

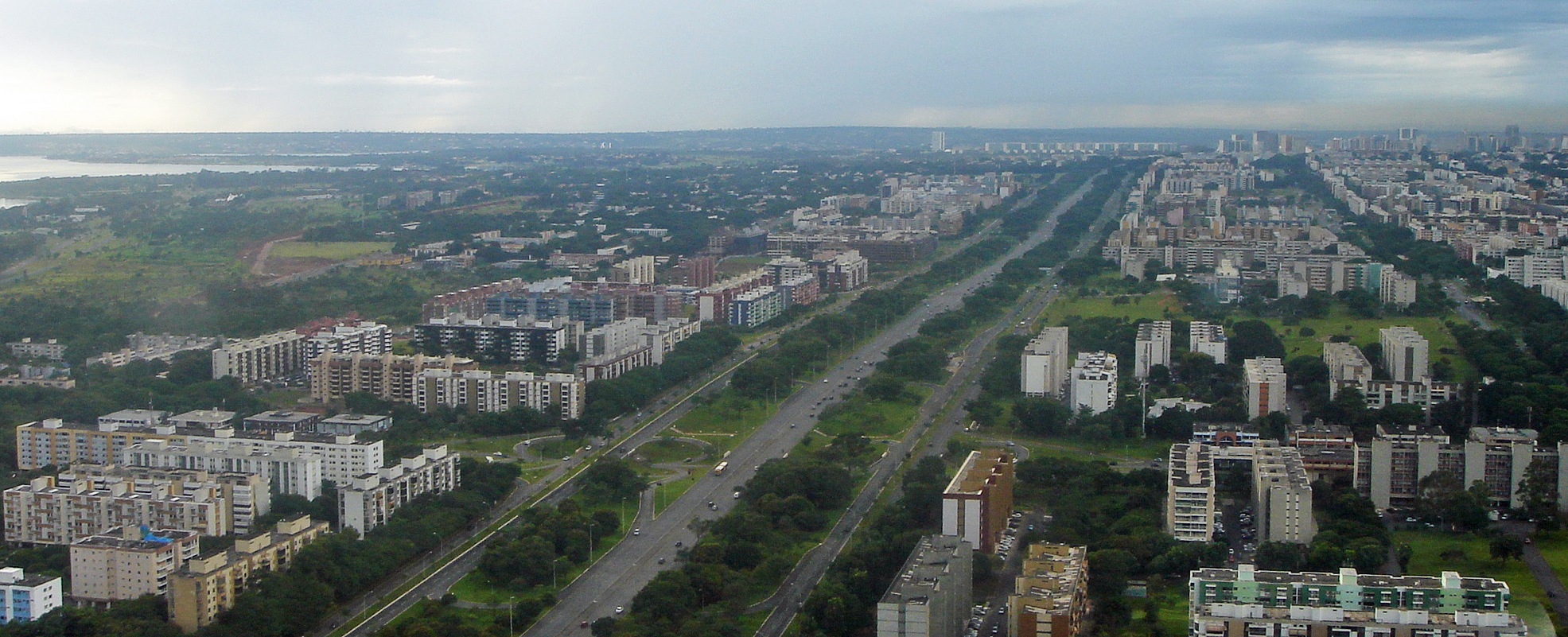
Vista aérea de Brasília, com construções em linha.

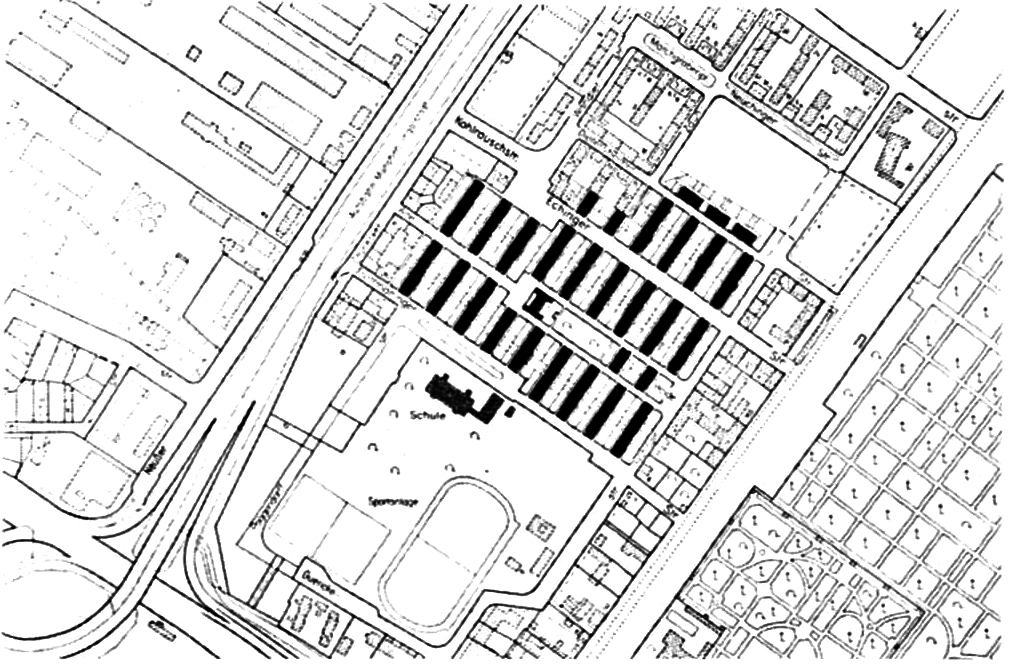
Planta do local do assentamento Alte Heide em Munique de 1918

A disposição de edifícios residenciais longos e estreitos é conhecida como Zeilenbau ou construção em linha  Os edifícios eram então acessíveis através de caminhos pedonais. Esta forma de construção surgiu como uma reação a construção  de quarteirões com seus pátios estreitos, por um lado, e ao movimento da cidade-jardim, por outro. Em contraste, os edifícios em linha baseiam-se na funcionalidade sob a forma de uma orientação ótima de todos os edifícios em relação ao sol, com argumentos económicos, ecológicos, sanitários com mais luz solar e melhor proteção acústica através do afastamento das estradas principais. Além da disposição em fileiras, as casas podem ter disposições muitas diferentes. Só em Karlsruhe-Dammerstock existem casas geminadas, casas unifamiliares com terraço, edifícios de apartamentos de vários andares com alturas de 3 ou  5 pisos e uma casa com arcadas. No entanto havia sempre muito monotonia e falta de individualidade.

## Desenvolvimento
Traços precursores  podem ser encontrados em assentamentos fabris no século XIX. O gabinete Lockwood and Mawson construiu edifícios parecidos em Saltaire, Inglaterra, em 1853. Como um conceito totalmente desenvolvido, a construção em linha foi criada em Munique em 1918 por Theodor Fischer com o assentamento Alte Heide. Seguidos por edifícios de Otto Haesler em 1925 em Celle (assentamento Georgsgarten), de Walter Gropius junto com Haesler em 1929 em Karlsruhe-Dammerstock e Mart Stam em 1928/29 no Hellerhofsiedlung em Gallusviertel de Frankfurt (aqui com edifícios principais na rua).
O desenvolvimento da Zeilenbau desempenhou um papel fundamental na reconstrução da Alemanha após a Segunda Guerra Mundial. Em Estugarda, por exemplo, o novo distrito de Hausen foi construído em fileiras a partir de 1948. A partir do final da década de 1950, as estradas de acesso eram muitas vezes curvas e os edifícios em fila eram dispostos livremente em torno delas: Neue Vahr em Bremen, Frankfurt-Nordweststadt. Com a motorização em massa, os edifícios geminados saíram de moda porque não davam acesso direto à entrada da casa.